# Loiseaubryum nutans
Loiseaubryum nutans är en bladmossart som beskrevs av Allan James Fife 1985. Loiseaubryum nutans ingår i släktet Loiseaubryum och familjen Funariaceae. Inga underarter finns listade i Catalogue of Life.